# Activité (analyse du travail)
Pour les articles homonymes, voir Activité.
 (janvier 2016).
Si vous disposez d'ouvrages ou d'articles de référence ou si vous connaissez des sites web de qualité traitant du thème abordé ici, merci de compléter l'article en donnant les références utiles à sa vérifiabilité et en les liant à la section « Notes et références ».
Dans les domaines de l'analyse du travail, de l'ergonomie, de l'Ingénierie de la formation et des Ressources humaines, le terme d'« activité » est utilisé avec un sens précis : il désigne un ensemble distinct d'actions identifiées, organisé selon un processus logique, observable en tant que tel. Il peut désigner aussi une ou plusieurs tâches exécutées par un ou plusieurs employés à l'intérieur d'un processus. Aussi appelé « geste métier ».
Plus prosaïquement, l'activité constitue alors, dans cette perspective, une réponse à la question : « Que fait concrètement ce salarié dans cet emploi ? ».
En effet, il est maintenant admis qu'un emploi est constitué d'un certain nombre d'activités par lesquelles requièrent, pour leur réalisation, la mobilisation de compétences professionnelles préalablement identifiées (on entend ici par compétences professionnelles la mise en œuvre, en situation professionnelle, de capacités et d'acquis en vue de réaliser avec succès une action dans un contexte déterminé).
Cette définition de l'activité est modulée en ergonomie par la distinction sémantique suivante.
Pour obtenir la production demandée, un opérateur accomplit une tâche « réelle » souvent distincte de la tâche « prescrite » assignée (selon une procédure des services de méthodes). Dans cette perspective ergonomique, la tâche réelle prend le nom d'activité, alors que la tâche prescrite conserve le nom de tâche. L’activité, n’est pas uniquement l’application des prescriptions, c’est la capacité donnée à ceux qui travaillent de faire du prescrit, en le redéfinissant, une ressource pour faire ce qu’ils ont à faire quand ils travaillent et pas forcément, ce qui avait été prévu.
L'activité de travail est définie par la qualification professionnelle et les compétences des salariés.